# August Riebe
Karl August Riebe (25 de diciembre de 1867 - 5 de mayo de 1936) fue un ingeniero y empresario alemán, directivo a lo largo de su carrera de distintas industrias relacionadas con la fabricación de rodamientos.

## Semblanza
Riebe nació en  en Potsdam en 1867. Después de asistir a la escuela secundaria en su ciudad natal, comenzó a trabajar como aprendiz en la empresa metalúrgica Grusonwerk de Magdeburgo. Una de las becas financiadas por Hermann Gruson hizo posible que Riebe asistiera a la Escuela Técnica de Mittweida, cuyos estudios completó en 1890. Ya como ingeniero, trabajó inicialmente para Grusonwerke durante un año, antes de ejercer como diseñador e ingeniero de producción en varios países de Europa occidental. Después de su regreso, trabajó durante un año en la oficina de construcción del puerto de Magdeburgo y cinco años más en Grusonwerke.
Desde 1898, Riebe ocupó un puesto directivo en el congromerado Fábricas Alemanas de Armas y Municiones (DWM) en Berlín. Junto con Richard Stribeck desarrolló diversas mejoras en los rodamientos. Entre 1905 y 1907 montó una fábrica de rodamientos de bolas en Francia para DWM. En 1909, fue cofundador de "Riebe Kugellager- und Werkzeugfabrik GmbH" en Berlín-Weißensee. En 1921, junto con su yerno Erich Kraemer y otro accionista, pasó a dirigir la sociedad "Berliner Kugellager-Fabrik GmbH A. Riebe" (fundada en 1906) en Berlín-Wittenau, que administró desde 1922 hasta 1928. En 1929 se formaron las "Fábricas Unidas de Rodamientos de Bolas" bajo el liderazgo de la empresa sueca SKF. Como resultado de la Gran Depresión, se cerró la planta de Wittenau. En 1933, su negocio fue comprado por Zahnradfabrik Friedrichshafen. Ese mismo año, Riebe se convirtió en director gerente de "Riebe-Caro-Gleitlager-Gesellschaft".
De 1926 a 1936, formó parte del Patronato de Ingenieurhilfe. En 1935, fue nombrado Miembro de Honor de la Asociación de Ingenieros Alemanes, de la que era afiliado desde 1899. También perteneció a la Technische Nothilfe desde 1919. Falleció en la ciudad de Dresde en 1936.